# Брюханов, Андрей Валерьевич
Андре́й Вале́рьевич Брюха́нов (10 июня 1972, Пермь) — российский футболист, защитник.

## Карьера
Воспитанник футбольной школы «Урал» (Пермь). В начале карьеры играл за пермскую «Звезду». Затем выступал за «КАМАЗ» и «Балтику». В 1995 году перешёл в «Зенит». В стартовом матче чемпионата, выигранном петербургской командой со счётом 5:1, забил гол в ворота иркутской «Звезды». Помог «Зениту» вернуться в высшую лигу. В середине 1996 года покинул Санкт-Петербург. Много лет играл за клубы первого и второго дивизионов.
В высшей лиге провел 5 игр.